# Daniil Jewgenjewitsch Markow
Daniil Jewgenjewitsch „Danny“ Markow (russisch Даниил Евгеньевич Марков; * 30. Juli 1976 in Moskau, Russische SFSR) ist ein ehemaliger russischer Eishockeyspieler, der über viele Jahre für die Toronto Maple Leafs, Phoenix Coyotes, Carolina Hurricanes, Nashville Predators und Detroit Red Wings in der National Hockey League aktiv war. In der Kontinentalen Hockey-Liga spielte er unter anderem für den HK Dynamo Moskau, Witjas Tschechow und vor seiner NHL-Karriere beim HK Spartak Moskau. Zuletzt war er Assistenztrainer beim HK Spartak Moskau.

## Karriere
Seine Karriere begann Markow 1993 in Russland bei HK Spartak Moskau. Nach seiner zweiten Saison wurde er von den Toronto Maple Leafs in der neunten Runde des NHL Entry Draft 1995 an Position 223 ausgewählt. Er spielte noch die komplette Saison 1995/96 für Moskau und spielte auch den größten Teil der folgenden in seiner Heimat, wechselte aber noch vor dem Ende der Spielzeit zu den St. John’s Maple Leafs, dem Farmteam von Toronto in der American Hockey League.

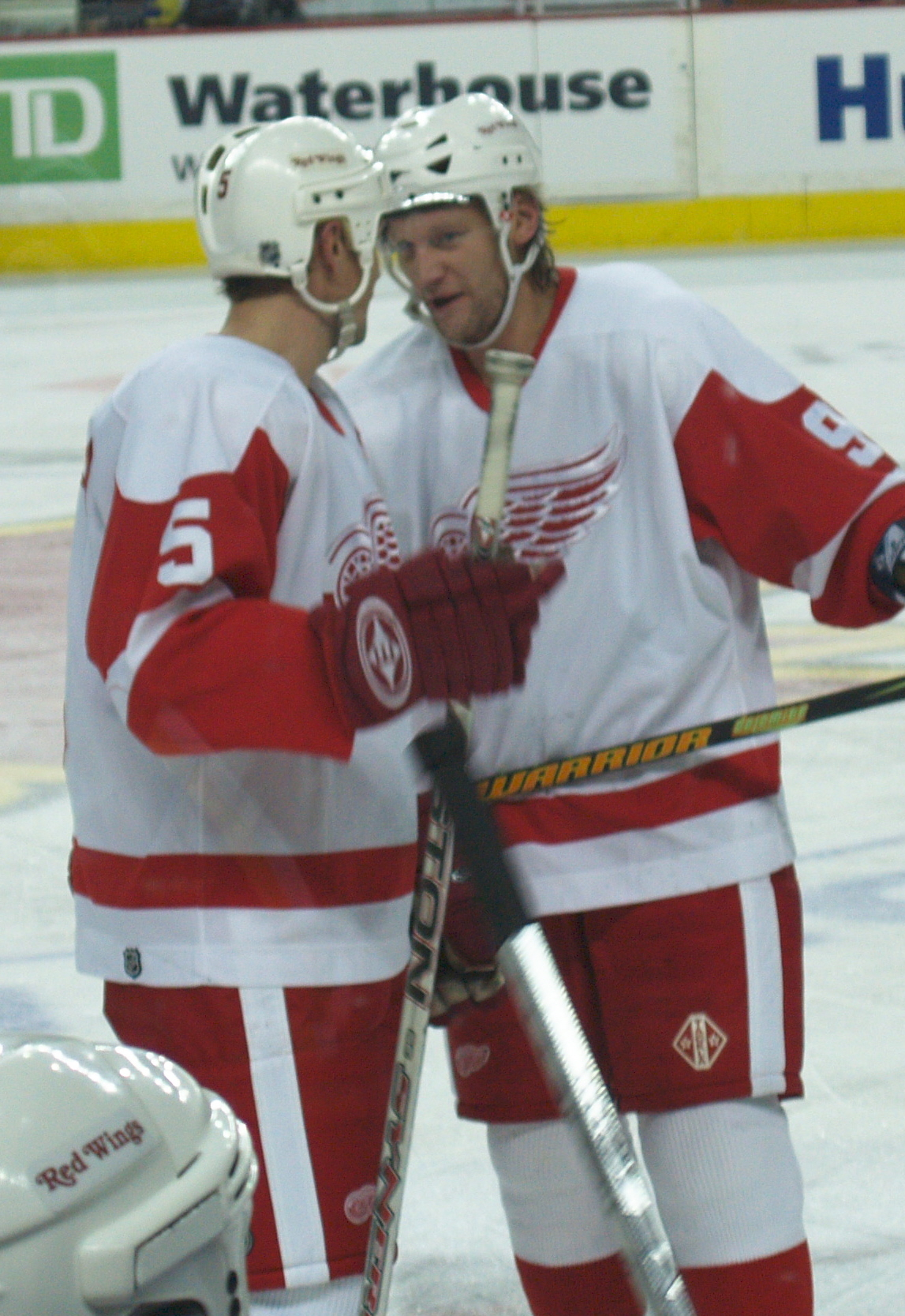
Danny Markow (rechts) im Gespräch mit Nicklas Lidström

Die Saison 1997/98 absolvierte er hauptsächlich in der AHL, doch er kam auch zu seinen ersten Einsätzen für Toronto in der National Hockey League. In der folgenden Saison gehörte er fest zum Kader der Toronto Maple Leafs und spielte für die Leafs, bis er im Juni 2001 im Tausch gegen Robert Reichel, Travis Green und Craig Mills an die Phoenix Coyotes abgegeben wurde. Seine erste Saison in Phoenix war für ihn die erfolgreichste seiner Karriere mit 36 Punkten in 72 Spielen. Außerdem gewann er mit der russischen Nationalmannschaft die Bronzemedaille bei den Olympischen Winterspielen 2002 in Salt Lake City.
Nach seinem zweiten Jahr in Phoenix wurde er im Sommer 2003 gemeinsam mit einem Viertrunden-Wahlrecht im NHL Entry Draft 2004 im Tausch für David Tanabe und Igor Knjasew zu den Carolina Hurricanes transferiert, doch die Hurricanes gaben ihn schon im Januar 2004 in einem Transfergeschäft an die Philadelphia Flyers ab. Die NHL-Saison 2004/05 fiel aufgrund des Lockout aus und Markow wechselte in seine Heimat zu Witjas Tschechow. Der Lockout wurde im Juli 2005 aufgehoben und Markow wurde von Philadelphia zu den Nashville Predators transferiert, wo er die Saison 2005/06 bestritt. Doch aufgrund seiner häufigen Verletzungen wurde sein Vertrag in Nashville nicht verlängert. Die Detroit Red Wings nahmen ihn daraufhin unter Vertrag.
In Detroit spielte er 2006/07 eine wichtige Rolle als defensiver Verteidiger und half den Red Wings beim Einzug ins Finale der Western Conference. Sein Vertrag wurde jedoch nicht verlängert und als ihn bis Ende Oktober kein NHL-Klub unter Vertrag genommen hatte, wechselte er zurück in seine russische Heimat zu Dynamo Moskau. Dort spielte er drei Jahre, ehe Markow zur Saison 2010/11 von Witjas Tschechow unter Vertrag genommen wurde. Anfang Februar 2011 wechselte er bis Saisonende zum SKA Sankt Petersburg, kehrte aber im August 2011 zu Witjas zurück. Im Januar 2012 wurde er an den HK Metallurg Magnitogorsk ausgeliehen, nachdem Witjas die Play-offs verpasst hatte. Ein Jahr später wurde Markow erneut kurz vor den Play-offs abgegeben – diesmal an den HK ZSKA Moskau, bei dem er im September 2013 eine Vertragsverlängerung bis 2014 erhielt. Dieser Vertrag wurde jedoch schon im November 2013 aufgelöst.
Ab Oktober 2016 war er bis zum Ende der Spielzeit 2016/17 als Assistenztrainer bei seinem Heimatverein Spartak Moskau angestellt.

## Erfolge und Auszeichnungen
- 1998 Teilnahme am AHL All-Star Classic
- 2002 Bronzemedaille bei den Olympischen Winterspielen
- 2008 Goldmedaille bei der Weltmeisterschaft
- 2008 Spengler-Cup-Gewinn mit dem HK Dynamo Moskau

## Karrierestatistik

### International
Vertrat Russland bei:
- Weltmeisterschaft 1998
- Olympischen Winterspielen 2002
- Olympischen Winterspielen 2006
- Weltmeisterschaft 2008

(Legende zur Spielerstatistik: Sp oder GP = absolvierte Spiele; T oder G = erzielte Tore; V oder A = erzielte Assists; Pkt oder Pts = erzielte Scorerpunkte; SM oder PIM = erhaltene Strafminuten; +/− = Plus/Minus-Bilanz; PP = erzielte Überzahltore; SH = erzielte Unterzahltore; GW = erzielte Siegtore; 1 Play-downs/Relegation; Kursiv: Statistik nicht vollständig)